# Parafia św. Stanisława Biskupa i Męczennika w Chicago
Parafia św. Stanisława Biskupa i Męczennika w Chicago (ang. St. Stanislaus Bishop and Martyr Parish) – parafia rzymskokatolicka położona w Chicago w stanie Illinois, Stany Zjednoczone.
Jest ona wieloetniczną parafią w północno-zachodniej dzielnicy Chicago, z mszą św. w j. polskim dla polskich imigrantów.
Parafia została poświęcona św. Stanisławowi ze Szczepanowa.

## Szkoły
- St. Stanislaus Bishop and Martyr School